# Valério Konder
Valério Régis Konder (Itajaí, 28 de fevereiro de 1911 — Rio de Janeiro, 4 de fevereiro de 1968) foi um médico sanitarista que atuou com destaque no combate à malária nas Regiões Norte e Nordeste.

## História
Era filho do político Marcos Konder. Comunista, Valério Konder ajudou a livrar o Rio de Janeiro do mosquito e trabalhou no serviço médico americano na Africa durante a Segunda Guerra Mundial.
Em 1934 ingressou no PCB filiando-se no ano seguinte à ANL. Ainda em 1935, foi convidado por Pedro Ernesto Batista para cuidar da seção cultural da União Trabalhista do Distrito Federal.
Foi casado com Ione Coelho com quem teve três filhos: Leandro Konder (Petrópolis, 3 de janeiro de 1936), Rodolfo Konder (Natal, 5 de abril de 1938) e Luíza Eugênia Konder (Rio de Janeiro, 15 de novembro de 1944).